# Ungaria de Sus

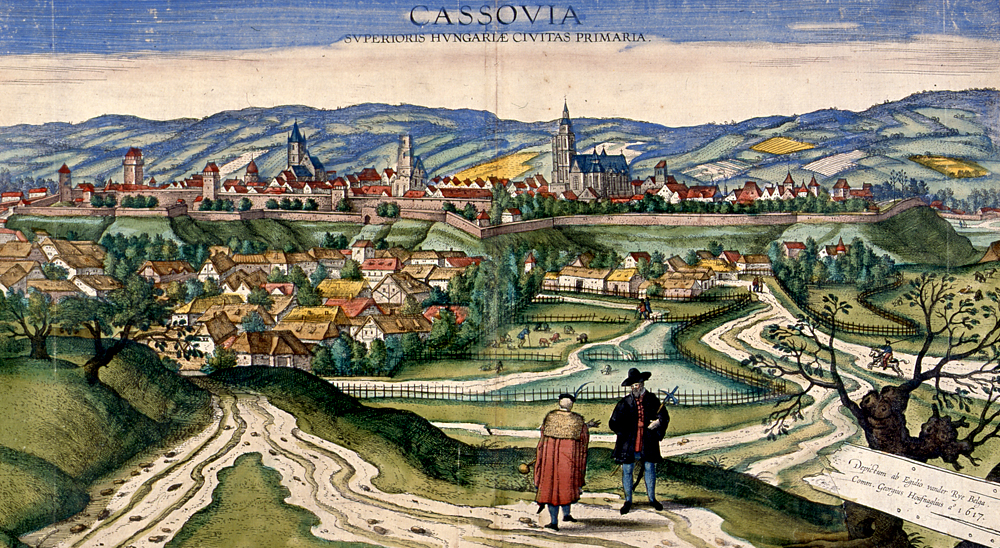
Cassovia – Superioris Hungariae Civitas Prima (Cașovia, principalul oraș al Ungariei de Sus), 1617

Ungaria de Sus (în maghiară Felső-Magyarország sau Felvidék sau Felföld, însemnând „țara de sus”; în slovacă Horná Zem, cu același înțeles ca în maghiară, sau Horné Uhorsko; în germană Oberhungarn / Oberungarn) a fost în sec. al XVI-lea și al XVII-lea o regiune administrativă în nord-estul Regatului Ungariei, care ocupa în bună măsură teritoriul nord-estului Slovaciei de astăzi. Regiunea includea comitatul Szepes, Spiš astăzi, unde au fost colonizați sașii țipțeri/zipser (germană Zipser Sachsen) în Evul Mediu Clasic (ca parte a procesului mai larg de Ostsiedlung, i.e., „Așezare de Est”, termen din istoriografia germană care denotă colonizarea medievală germană a Europei de Est).